# Philipp Kosta
Philipp Kosta (* 23. September 1991 in Bruneck) ist ein italienischer Eishockeytorwart, der seit 2017 beim HC Falcons Brixen unter Vertrag steht.

## Karriere
Philipp Kosta begann seine Karriere in der Jugendabteilung beim HC Pustertal. Seit der Saison 2008/09 steht er im Kader der ersten Mannschaft seines Heimatvereins und kam dort in der Spielzeit 2012/13 zu ersten Einsätzen. Mt der U20 des Clubs wurde er 2011 italienischer Juniorenmeister. In der Saison 2011/12 wurde er parallel beim Farmteam SV Kaltern Eishockey aus der italienischen Serie A2 eingesetzt. Von 2012 bis 2014 spielte er neben seinen Erstliga-Einsätzen für die Pustertaler auch für den unterklassigen HC Meran. Mit dem HC Pustertal gewann er 2014/15 die Supercoppa.
Zur Saison 2017/18 wechselte Kosta zum HC Falcons Brixen.

### International
In der Saison 2014/15 wurde Kosta erstmals bei einem Länderspiel der Italienischen Herren-Auswahl eingesetzt.

## Erfolge und Auszeichnungen
- 2011 Italienischer U20-Meister mit dem HC Pustertal
- 2014 Gewinn der Supercoppa mit dem HC Pustertal